# 河間郡
河間郡，或為河間國，中國古代的郡、國。

## 建置沿革

### 秦漢
河間一名在戰國趙國時即見於記載。秦代其地為鉅鹿郡所領。
西漢初年屬張耳趙國。漢高帝分趙國所轄的鉅鹿郡東北部置河間郡，仍為趙國支郡。高帝十二年（前193年）分河間郡西北部數縣屬涿郡。文帝二年（前178年），封趙王遂之弟劉辟疆為河間王，分趙國之河間郡置河間國。文帝十五年（前165年），河間王劉福薨，無嗣，河間國除為郡。同時，分河間郡南部置廣川郡、分其東部置勃海郡。此時河間郡領地不足初置時的三分之一。
景帝二年（前155年），封皇子劉德為河間王，復置河間國。汉武帝元朔三年（前126年），推恩置旁光、距陽、蔞、阿武、參戶、州鄉、平城、廣、蓋胥九侯國，別屬魏郡、勃海郡等鄰郡。元朔四年（前125年），推恩置重侯國，別屬平原郡。後推恩置瀋陽侯國，別屬勃海郡。汉宣帝地節二年（前68年），推恩置景成、平隄、樂鄉、高郭四侯國，別屬勃海郡、鉅鹿郡等鄰郡。五鳳二年（前57年），推恩置陽興侯國，別屬涿郡。元帝建昭元年（前38年），河間國除為郡。成帝建始元年（前32年）復置河間國，國都在樂成縣（縣治在今河北獻縣東）。建始二年（前31年），推恩置竇梁侯國，別屬鄰郡。綏和元年（前8年），推恩置廣昌、都安、樂平三侯國，別屬鄰郡。汉哀帝建平二年（前5年），推恩置南昌侯國，別屬鄰郡。元壽二年（前1年），推恩置宜禾、富春二侯國，別屬鄰郡。至此，河間國僅餘樂成、候井、武隧、弓高四縣。王莽時國絕。
東漢建武七年（31年），封西漢末河間王之子劉邵為河間王。建武十三年（37年）省河間國，併其地入信都郡。和帝永元二年（90年），封劉開為河間王，分樂成國、勃海郡、涿郡復置河間國，領十二縣。桓帝延熹元年（158年），分河間國之蠡吾縣、高陽縣與中山國、安平國數縣置博陵郡。獻帝建安中，曹操分河間國、勃海郡置章武郡。

### 魏晉北朝
魏文帝黃初元年（220年），降漢河間王劉陔為崇德侯，國除為河間郡。黃初三年（222年），進封燕公曹幹為河間王，復改為河間國。黃初五年（224年），降封曹幹為樂城縣王，復改為河間郡。
晉武帝泰始元年（265年），封宗室司馬洪為河間王，復改為河間國。領六縣：樂城、武垣、鄚、易、中水、成平。晉惠帝光熙元年（306年），河間王司馬顒被殺，國除為河間郡。
十六國時期，河間郡先後為後趙（314年－350年）、前燕（350年－370年）、前秦（370年－384年）、後燕（384年－396年）所有。後燕建興元年（386年），分冀州置司州，河間郡改屬司州。
北魏時，易縣改屬高陽郡，成平縣改屬章武郡，河間郡餘武垣、樂城、中水、鄚四縣，治武垣。北魏道武帝皇始二年（397年），改燕之司州為安州，天興三年（400年）又改為定州。孝文帝太和十一年（487年），分定州、冀州置瀛州，河間郡改屬瀛州。北齊文宣帝天保七年（556年），省併中水縣。

### 隋唐
隋文帝開皇三年（583年），廢河間郡，領縣直屬瀛州。隋煬帝大業三年（607年），改瀛州為河間郡，治河間縣（今河北省河間市），領十三縣：河間、文安、樂壽、束城、景城、高陽、鄚、博野、清苑、長蘆、平舒、魯城、饒陽。
夏五鳳元年（618年），改河間郡為瀛州。唐玄宗天寶元年（742年），復改為河間郡，領六縣：河間、高陽、平舒、束城、博野、樂壽。燕聖武元年（756年），復改為瀛州。唐肅宗至德二載（757年），復改為河間郡。乾元元年（758年），復改為瀛州。燕順天元年（759年），復改為河間郡。唐代宗廣德元年（763年），復改為瀛州。

## 人口
- 漢平帝元始二年（2年），河間國有45043戶、187662口。[12]
- 漢順帝永和五年（140年），河間國有93754戶、634421口。
- 晉武帝太康中（280年－289年），河間國有27000戶。[7]
- 東魏孝靜帝武定中（543年－550年），河間郡有35809戶、148565口。[9]
- 隋煬帝大業五年（609年），河間郡有173883戶。[10]
- 唐玄宗天寶中（742年－755年），河間郡有98018戶、663171口。

## 行政長官

### 河間相（90年－220年）
- 李續，南陽淯陽人。[13]
- 曹鼎，沛國譙人。[14]
- 趙戒，字志伯，蜀郡成都人。[15]
- 張衡，字平子，南陽西鄂人，漢順帝永和元年（136年）至三年（138年）在任。[16]
- 沈景，吳郡人，漢順帝時在任。[17]
- 王嘉，太原祁人。[18]

### 河間太守（220年－222年）
- 崔林，字德儒，清河東武城人，魏文帝黃初初出任。[19]

### 河間相（265年－289年）
- 虞聳，字世龍，會稽餘姚人，晉武帝太康中在任。[20]

### 河間內史（289年－306年）
- 張協，字景陽，長樂人，晉惠帝時在任。[21]

### 河間太守（306年－318年）
- 張夷，漢昭武帝時由石勒任命。[22]

### 河間太守（337年－354年）
- 封裕，前燕景昭帝燕王二年（350年）出任。[23]

### 河間相（－384年）
- 申紹，前秦宣昭帝建元八年（372年）離任。[24]
- 鄧翼，安定人，前秦宣昭帝建元二十年（384年）降於後燕。[25]

### 河間太守（384年－497年）
- 鄧翼，安定人，後燕成武帝元年（384年）出任。[25]
- 張蒲，字玄則，河內脩武人，後燕成武帝時在任。[26]
- 呂羅漢，東平壽張人，後燕惠愍帝永康元年（396年）以郡降於北魏。[27]
- 盧溥，北魏道武帝時在任。[28]
- 長孫受興，代人，北魏太武帝時在任。[29]
- 李祥，字元善，趙郡平棘人，北魏文成帝太安中離任。[30]
- 拓跋興都，代人，北魏文成帝時在任。[31]
- 陸陵成，代人。[32]
- 封休傑，勃海蓨人，北魏孝文帝時在任。[33]
- 李洪鸞，趙郡平棘人。[34]

### 河間內史（497年－526年）
- 楊恩，恒農華陰人。[35]
- 席盛，字石德，安定临泾人，北魏孝明帝正光三年（522年）卒于郡廨。[36]

### 河間太守（526年－577年）
- 元亮，字辟邪，河南洛陽人，追贈。[37]
- 崔謀，博陵安平人，東魏孝靜帝時在任。[38]
- 封詢，字景文，渤海蓨人，北齊時在任。[39]

### 河間郡太守（607年－618年）
- 尹文哲，隋时任河間郡太守[40]
- 楊雄，弘農華陰人，隋煬帝大業八年（612年）追贈。[41]

### 河間郡太守（742年－763年）
- 馬擇，扶風茂陵人，唐玄宗天寶中在任。
- 朱玄泰，唐玄宗天寶中在任。
- 王燾，唐玄宗天寶十四載（755年）由安祿山任命。
- 李奂（756年）[42]

## 國主
- 河間文王劉辟疆，前178年－前166年在位。
  - 河間哀王劉福，前165年在位。
- 河間獻王劉德，前155年－前130年在位。
  - 河間共王刘不周，前129年－前126年在位。
    - 河間剛王劉基，前125年－前114年在位。
      - 河間頃王劉緩，前113年－前98年在位。
        - 河間孝王劉慶，前97年－前55年在位。
          - 河間王劉元，前54年－前38年在位。
          - 河間惠王劉良，前32年－前6年在位。
            - 河間王劉尚，前5年－9年在位。
              - 河間王劉邵，31年－37年在位。
- 河間孝王劉開，90年－131年在位。
  - 河間惠王劉政，132年－141年在位。
    - 河間貞王劉建，142年－151年在位。
      - 河間安王劉利，152年－179年在位
        - 河間王劉陔，180年－220年在位。[17]
- 河間王曹幹，222年－224年在位。
- 河間平王司馬洪，265年－276年在位。
  - 河間王司馬威，277年在位。
- 河間王司馬顒，277年－306年在位。
- 趙公石勒，318年－319年在位，河間郡為趙國封內十三郡之一。
- 趙王石勒，319年－330年在位，河間郡為趙國封內二十四郡之一。[22]
- 河間王－河間公石宣，333年－337年－337年在位。
- 河間王慕容徽，354年－？在位。
- 河間公苻琳，？－384年在位。
- 河間王元琛，497年－526年在位。